# George Szekeres
George Szekeres (hongarès: Szekeres György)  (Budapest, 29 de maig de 1911 - Adelaida, 28 d'agost de 2005) va ser un matemàtic hongarès, emigrat a Austràlia.

## Vida i Obra
Szekeres va néixer en una família jueva benestant, propietària d'un negoci d'adob de pells, que havia hongaritzat el seu cognom que abans havia estat Schleininger. Durant els estudis secundaris va tenir el físic Károly Novobátzky de professor, qui el va entusiasmar per les matemàtiques; també gaudia resolent els problemes que es plantejaven en una revista matemàtica de la seva època. Això no obstant, quan va iniciar els estudis universitaris, ho va fer en el camp de la química a la Universitat Tècnica de Budapest, seguint els desitjos dels seus pares que necessitaven químics pel negoci familiar. Durant els seus estudis universitaris, va formar part d'un grup de joves estudiants de matemàtiques, entre els quals es trobaven Paul Erdős, Pál Turán i Esther Klein, amb qui acabaria casant-se. Mentre estudiava, la firma familiar va fer fallida i, quan en graduar-se el 1933, va treballar fins al 1939 per una empresa de pells a Simontornya, un centenar de quilòmetres al nord de Budapest.
En agreujar-se l'antisemitisme sota la influència nazi, va emigrar amb la seva dona a Shanghai (la Xina), on ja havia marxat el seu germà, Imre, anteriorment. L'empresa en què treballava a Shanghai també va fer fallida i es van trobar amb un nounat enmig de la Segona Guerra Sinojaponesa i de la revolució comunista xinesa. Després d'anys de penúries extremes, el 1945, en acabar la Segona Guerra Mundial, va treballar d'administratiu en una base aèria nord-americana. El 1948, la família es va traslladar a Adelaida (Austràlia), acceptant una invitació per a fer de professor en la universitat d'aquesta ciutat. El 1964 es van traslladar a Sydney per a ser professor de la universitat de Nova Gal·les del Sud. Es va retirar el 1976, però durant vint-i-cinc anys més va estar anant a la universitat gairebé cada dia. El 2004, va tornar a viure a Adelaida, amb els seus fills, però la seva dona va patir un ictus i va haver de ser ingressada en una residència. Uns mesos després, ell també va ingressar a la mateixa residència, en la qual van morir tots dos el mateix dia d'agost de 2005.
Szekeres és autor o coautor de més d'un centenar d'articles publicats en revistes científiques. Els seus camps de treball més notables van ser la teoria de grafs,. l'àlgebra i teoria de grups,, la teoria de nombres, l'anàlisi matemàtica i la física matemàtica. És especialment recordat pel teorema d'Erdős-Szekeres que dona solució a l'anomenat problema del final feliç i per les coordenades de Kruskal-Szekeres que defineixen la geometria d'un forat negre.